# 加藤錠司郎
加藤 錠司郎（かとう じょうじろう、1955年〈昭和30年〉8月20日 - ）は、日本の政治家。愛知県稲沢市長（3期）。元稲沢市議会議員（4期）。

## 来歴
稲沢市立大里中学校、愛知県立名古屋西高等学校を経て、中日本自動車短期大学卒業。
2003年に行われた稲沢市議会議員選挙に立候補し初当選。2007年、2011年、2015年の市議会選挙にも当選し、4選を果たす。市議時代は最大多数会派の創生会に所属し議長も務めた。
2016年（平成28年）10月20日、稲沢市長の大野紀明が病気により任期途中で死去。これに伴って同年12月4日に行われた市長選挙に自由民主党・公明党の推薦を得て出馬。連合愛知の支援を受けた元市議の星野俊次、元市議の野々部尚昭、日本共産党の推薦を得た元市議の曽我部博隆ら3候補を斥け初当選した。
※当日有権者数：112,229人 最終投票率：44.90%（前回比：+7.57pts）
| 候補者名   | 年齢 | 所属党派 | 新旧別 | 得票数   | 得票率 | 推薦・支持                 |
| ---------- | ---- | -------- | ------ | -------- | ------ | -------------------------- |
| 加藤錠司郎 | 61   | 無所属   | 新     | 15,465票 | 31.11% | （推薦）自由民主党・公明党 |
| 星野俊次   | 41   | 無所属   | 新     | 14,830票 | 29.83% |                            |
| 野々部尚昭 | 46   | 無所属   | 新     | 14,587票 | 29.34% |                            |
| 曽我部博隆 | 62   | 無所属   | 新     | 4,835票  | 9.72%  | （推薦）日本共産党         |

2020年、元市議の渡辺幸保を破り再選。
※当日有権者数：111,249人 最終投票率：33.28%（前回比：-11.62pts）
| 候補者名   | 年齢 | 所属党派 | 新旧別 | 得票数   | 得票率 | 推薦・支持         |
| ---------- | ---- | -------- | ------ | -------- | ------ | ------------------ |
| 加藤錠司郎 | 65   | 無所属   | 現     | 28,390票 | 78.79% |                    |
| 渡辺幸保   | 69   | 無所属   | 新     | 7,641票  | 21.21% | （推薦）日本共産党 |

2024年、永田千佳を破り3選。※当日有権者数：109,046人 最終投票率：34.70%（前回比：+1.71pts）
開票結果は、当選 加藤錠司郎（69歳）無所属 新 26,342票（70.51%）、永田千佳（37歳）無所属 新 11,016票（29.49%）だった。

## 市政
- 2020年（令和2年）5月21日、新型コロナウイルス対策の財源に充てるため、自身と副市長、教育長の6月から11月までの月額給与と6月期末手当を10％減額すると発表した。なお市議会も同日、正副議長と市議23人について同期間の月額給与と期末手当を10％減額すると発表した[8]。